# Кінкора – Валлумбілла
Кінкора — Валлумбілла — газопровід в Австралійському штаті Квінсленд.
Газопровід ввели в дію у 1977 році з метою видачі продукції газопереробного заводу Кінкора, який почав діяльність з обслуговування однойменного родовища, а надалі поповнив свою сировинну базу за рахунок інших малих родовищ оточуючого району (Ньюстед, Яррабенд та інші). Трубопровід довжиною 53 кілометри виконали в діаметрі 219 мм з розрахунку на робочий тиск у 8 МПа. У кінцевому пункті він передавав ресурс до газопроводу Валлумбілла – Брисбен.
Пропускна здатність трубопроводу становить 0,8 млн м3 на добу. Втім, уже станом на 2000 рік рівень його завантаження не перевищував 50 %, а з подальшим випрацюванням запасів родовищ скоротився ще більше. При цьому наприкінці 1990-х на основі виснаженого родовища створили підземне сховище газу Ньюстед, яке сполучене з Кінкорою трубопроводом завдовжки 18 кілометрів.
У 2012-му ГПЗ Кінкора та сховище Ньюстед зупинили, проте в 2017-му новий інвестор знову ввів їх в експлуатацію (втім, рівень завантаження ГПЗ не досягав навіть третини від проєктної потужності).
Також варто відзначити, що наразі у Валлумбіллі діє потужний газотранспортний хаб, який, окрім роботи із зазначеним вище Валлумбілла — Брисбен, надає можливість отримувати та/чи передавати ресурс з/до таких трубопроводів, як Валлумбілла – Гладстон – Рокгемптон, Валлумбілла — Мумба, Ферв'ю – Валлумбілла, Спрінг-Галлі – Валлумбілла, Віндібрі – Валлумбілла, Валлумбілла – Дарлінг-Даунз, Валлумбілла – Ріді-Крік.